# 大学校训列表

## 中国大陆大学校训
- 综合院校
  - 北京大学：（无正式校训）愛國 進步 民主 科學（非正式校訓）
  - 安徽大学：至诚至坚 博学笃行
  - 长安大学：求是 笃学 敬业 创新
  - 重庆大学：耐劳苦 尚俭朴 勤学业 爱国家
  - 东北大学：自强不息 知行合一
  - 东华大学：崇德博学，励志尚实
  - 东南大学：止於至善
  - 武汉大学：自强 弘毅 求是 拓新
  - 复旦大学：博学而笃志 切问而近思
  - 福州大学：明德至诚 博学远志
  - 广西大学：勤恳朴诚 厚学致新
  - 河北大学：实事求是 笃学诚行
  - 河海大学：艰苦朴素 实事求是 严格要求 勇于探索
  - 河南大学：明德新民 止于至善
  - 黑龙江大学：博学慎思 参天尽物
  - 中南大学：知行合一 经世致用
  - 湖南大学：实事求是 敢为人先
  - 华侨大学：会通中外 并育德才
  - 吉林大学：求实创新 励志图强
  - 集美大学：诚毅
  - 山西大学：求真至善 登崇俊良
  - 江南大学：笃学尚行 止于至善
  - 广州大学：博学笃行 与时俱进
  - 暨南大学：忠信笃敬
  - 兰州大学：自强不息 独树一帜
  - 南京大学：诚朴雄伟 励学敦行
  - 南开大学：允公允能 日新月异
  - 青岛大学：明德 博学 守正 出奇
  - 山东大学：学无止境 气有浩然
  - 汕头大学：创新 求实 勤奋 团结
  - 宁波大学：实事求是 经世致用
  - 上海大学：自强不息 先天下之忧而忧，后天下之乐而乐
  - 上海交通大学：饮水思源 爱国荣校
  - 上海科技大学：立志 成才 报国 裕民
  - 四川大学：海纳百川 有容乃大
  - 辽宁大学：明德精学 笃行致强
  - 苏州大学：养天地正气 法古今完人
  - 清华大学：自强不息 厚德载物
  - 同济大学：同舟共济
  - 天津大学：实事求是
  - 西北大学：公诚勤朴
  - 西南大学：含弘光大，继往开来
  - 厦门大学：自强不息 止于至善
  - 湘潭大学：博学笃行 盛德日新
  - 新疆大学：团结 紧张 质朴 活泼
  - 扬州大学：求是 求实 求新 求真
  - 云南大学：会泽百家 至公天下
  - 燕山大学：厚德 博学 求是
  - 北华大学：崇德尚学 自强力行
  - 南华大学：明德博学 求是致远
  - 西华大学：求是 明德 卓越
  - 西藏大学：团结 勤奋 求实 创新
  - 烟台大学：守信 求实 好学 力行
  - 温州大学：求学问是 敢为人先
  - 浙江大学：求是创新
  - 宁夏大学：勤学 求是 创新 尚德
  - 郑州大学：明时风 达治体 文而不弱 武而不暴 蹈厉奋进 竭忠尽智 扶危邦 振贫民
  - 深圳大学：自立 自律 自强
  - 湖北大学：日思日睿 笃志笃行
  - 南昌大学：格物致新 厚德泽人
  - 海南大学：海纳百川 大道致远
  - 江苏大学：博学 求是 明德
  - 大连大学：文明 自强 求是 创新
  - 青海大学：志比昆仑 学竞江河
  - 中国人民大学：实事求是
  - 贵州大学：明德至善 博学笃行
  - 济南大学：勤奋 严谨 团结 创新
  - 长江大学：长大长新
  - 内蒙古大学：求真务实
  - 云南大学：自尊 致知 正义 力行
  - 中山大学：博学 审问 慎思 明辨 笃行
- 理工院校
  - 浙江工业大学：厚德健行
  - 北京理工大学：德以明理 学以精工
  - 华南理工大学：博学慎思 明辨笃行
  - 南京理工大学：团结献身 求是创新
  - 华东理工大学：求实 勤奋
  - 河南理工大学：明德任责 好学力行
  - 合肥工业大学：厚德、笃学、崇实、尚新
  - 华中科技大学：明德厚学 求是创新
  - 哈尔滨工业大学：规格严格 功夫到家
  - 大连理工大学：团结 进取 求实 创新
  - 武汉理工大学：厚德博学 追求卓越
  - 国防科学技术大学：厚德博学 强军兴国
  - 北京工业大学：不息为体 日新为道
  - 北京航空航天大学：德才兼备 知行合一
  - 北京交通大学：知行
  - 东华大学：崇德博学 励志尚实
  - 大连海事大学：学汇百川 德济四海
  - 中国地质大学 (武汉)：艰苦奋斗 团结活泼 严格谦逊 求实进取
  - 中国地质大学 (北京)：艰苦朴素 求真务实
  - 北京科技大学：求实鼎新
  - 北京邮电大学：厚德 博学 敬业 乐群
  - 重庆邮电大学：修德 博学 求实 创新
  - 电子科技大学：求实 求真 大气 大为
  - 哈尔滨理工大学：知行统一 博厚悠远
  - 华东交通大学：团结 严谨 求实 勤奋
  - 辽宁工程技术大学：诚朴求是 博学笃行
  - 南京航空航天大学：团结 俭朴 唯实 创新
  - 兰州交通大学：文明 进取 求实 创新
  - 中国石油大学（北京）：厚积薄发，开物成务
  - 中国石油大学（华东）：惟真惟实
  - 中北大学：致知于行
  - 太原理工大学：求实 创新
  - 重庆交通大学：严谨 求实 团结 进取
  - 西安工业大学：敦德励学 知行相长
  - 西安理工大学：祖国 荣誉 责任
  - 西安交通大学：精勤求学 敦笃励志 果毅力行 忠恕任事
  - 西北工业大学：公 诚 勇 毅
  - 西安电子科技大学：厚德 求真 砺学 笃行
  - 西南交通大学：精勤求学 敦笃励志 果毅力行 忠恕任事
  - 中国海洋大学：海纳百川 取则行远
  - 中国科学技术大学：红专并进 理实交融
  - 中国矿业大学：开拓创新 严谨治学
  - 重庆理工大学：明德笃行 自强日新
  - 西南石油大学：明德笃志 博学创新
  - 武汉工程大学：团结严谨 勤奋求实
  - 沈阳理工大学：弘志励学 德才并蓄
  - 天津科技大学：尚德尚学尚行 爱国爱校爱人
  - 昆明理工大学：明德任责 致知力行
  - 安徽理工大学：团结 奋进 博学 奉献
  - 常州大学：责任
  - 兰州理工大学：奋进求是
  - 西南科技大学：厚德 博学 笃行 创新
  - 河北工业大学：勤 慎 公 忠
  - 广东工业大学：创新 求是 勤奋 团结
  - 河南科技大学：明德博学 日新笃行
  - 长春理工大学：明德 博学 求是 创新
  - 东华理工大学：明德厚学 爱国荣校
  - 桂林电子科技大学：正德厚学 笃行致新
  - 成都理工大学：穷究于理 成就于工
  - 南方科技大学：明德求是，日新自强（Virtue, Truth, Advance）
- 师范院校
  - 华南师范大学：艰苦奋斗 严谨治学 求实创新 为人师表
  - 南京师范大学：正德厚生 笃学敏行
  - 北京师范大学：学为人师 行为世范
  - 东北师范大学：勤奋创新 为人师表
  - 广西师范大学：学高为师 身正为范
  - 河南师范大学：厚德博学 止于至善
  - 华东师范大学：求实创造 为人师表
  - 华中师范大学：求实创新 立德树人
  - 山东师范大学：弘德明志 博学笃行
  - 陕西师范大学：厚德积学 励志敦行
  - 首都师范大学：为学为师 求实求新
  - 四川师范大学：重德 博学 务实 尚美
  - 辽宁师范大学：厚德博学 为人师表
  - 江西师范大学：静思笃行 持中秉正
  - 福建师范大学：知明行笃 立诚致广
  - 重庆师范大学：厚德 笃学 砺志 创新
  - 天津师范大学：勤奋严谨 自树树人
  - 西北师范大学：知术欲圆 行旨须直
  - 吉林师范大学：好学近知 力行近仁
  - 海南师范大学：崇德 尚学 求是 创新
  - 江苏师范大学：崇德厚学 励志敏行
  - 河北师范大学：怀天下 求真知
  - 湖南师范大学：仁爱精勤
  - 安徽师范大学：厚德 重教 博学 笃行
  - 杭州师范大学：勤慎诚恕 博雅精进
  - 淮北师范大学：博学 慎思 励志 敦行
  - 唐山师范学院：勤思笃学 修身律己
- 财经政法院校
  - 中国政法大学：厚德 明法 格物 致公
  - 中南财经政法大学：博文明理 厚德济世
  - 中央财经大学：忠诚 团结 求实 创新
  - 中国青年政治学院：实事求是 朝气蓬勃
  - 安徽财经大学：诚信博学 知行统一
  - 东北财经大学：博学济世
  - 华东政法大学：笃行致知 明德崇法
  - 西南政法大学：博学笃行 厚德重法
  - 对外经济贸易大学：博学 诚信 求索 笃行
  - 立信会计学院：信以立志，信以守身。信以处世，信以待人。毋忘立信，当必有成。
  - 北京工商大学：求真 立德 勤奋 创新
  - 江西财经大学：信敏 廉毅
  - 天津财经大学：勤奋 团结 求实 创新
  - 上海财经大学：厚德博学 经济匡时
  - 浙江工商大学：立志创新 勤奋求实
  - 南京审计学院：诚信求是 笃学致公
  - 山西财经大学：修德立信 博学求真
  - 吉林财经大学：明德崇实
  - 西北政法大学：严谨 求实 文明 公正
  - 浙江财经大学：进德修业 与时偕行
  - 西南财经大学：严谨 勤俭 求实 开拓
  - 南京财经大学：自谦自信 务实超越
  - 重庆工商大学：厚德博学 求是创新
- 农林院校
  - 中国农业大学：解民生之多艰 育天下之英才
  - 西北农林科技大学：诚 朴 勇 毅
  - 南京农业大学：诚朴勤仁
  - 北京林业大学：知山知水 树木树人
  - 华中农业大学：勤读力耕 立己达人
  - 中南林业科技大学：求是求新 树木树人
  - 华南农业大学：修德 博学 求实 创新
  - 东北农业大学：博学笃行 明德亲民
  - 东北林业大学：学参天地 德合自然
  - 西南林业大学：树木树人 至真至善
  - 上海海洋大学：勤朴忠实
  - 福建农林大学：明德 诚智 博学 创新
  - 云南农业大学：厚德博学 明理尚农
  - 河南农业大学：明德自强 求是力行
  - 广东海洋大学：广学明德 海纳厚为
  - 山东农业大学：爱国 爱农 爱校 求真 求知 求实
  - 四川农业大学：追求真理 造福人类 自强不息
  - 大连海洋大学：学贯江海 德润方厚
  - 河北农业大学：崇德 务实 求是
- 医药院校
  - 北京中医药大学：勤求博采 厚德济生
  - 成都中医药大学：厚德博学 精思笃行
  - 复旦大学上海医学院（原上海医科大学）：正谊明道
  - 哈尔滨医科大学：政治坚定 技术优良
  - 南方医科大学：博学 笃行 尚德 济世
  - 南京中医药大学：自信 敬业
  - 首都医科大学：扶伤济世 敬德修业
  - 上海交通大学医学院（原上海第二医科大学）：博极医源，精勤不倦
  - 中国协和医科大学：严谨 博精 创新 奉献
  - 中国药科大学：精業濟群
  - 山西医科大学：医理博精 德能高邃
  - 福建医科大学：勤奋 严谨 求实 创新
  - 重庆医科大学：严谨 求实 勤奋 进取
  - 中国医科大学：仁慈谨慎 博雅汇通
  - 昆明医科大学：崇德 精业 团结 奉献
  - 广州医科大学：厚德修身 博学致远
  - 温州医科大学：奋发 求实
  - 宁夏医科大学：笃学精术 修德济人
  - 新疆医科大学：厚德博学 笃志力行
  - 南京医科大学：博学至精 明德至善
  - 天津医科大学：知行和一 德高医粹
- 外语语言院校
  - 北京外国语大学：兼容并蓄 博学笃行
  - 北京第二外国语学院：明德 勤学 求是 竞先
  - 广东外语外贸大学：明德尚行 学贯中西
  - 上海外国语大学：格高志远 学贯中外
  - 四川外国语大学：团结 勤奋 严谨 求实
  - 大连外国语大学：崇德尚文 兼收并蓄
  - 西安外国语大学：爱国 勤奋 博学 创新
  - 天津外国语大学：中外求索 德业竞进
  - 外交学院：站稳立场 掌握政策 熟悉业务 严守纪律
- 民族院校
  - 中南民族大学：笃信好学 自然宽和
  - 中央民族大学：美美与共 知行合一
  - 北方民族大学：团结进取 砥砺成才
  - 广西民族大学：厚德博学 和而不同
  - 青海民族大学：进德修业 自强不息
  - 云南民族大学：格致明德 弘道至善
  - 贵州民族大学：自强不息 全面发展
  - 西北民族大学：勤学 敬业 团结 创新
  - 西南民族大学：和合偕习 自信自强
  - 内蒙古民族大学：博学明理 崇德至善
  - 北京民族大学：团结 文明 勤奋 创新
- 体育艺术院校
  - 北京体育大学：追求卓越
  - 北京舞蹈学院：文舞相融 德艺双馨
  - 四川美术学院：艰苦奋斗 严谨治学 求实创新 为人师表
  - 鲁迅美术学院：紧张 严肃 刻苦 虚心
  - 中国传媒大学：立德 敬业 博学 竞先
  - 中国美术学院：才情学养人品志向 居敬守勤近思笃志
  - 上海戏剧学院：勇于实践 积极探索
  - 中央戏剧学院：求真 创造 至美
  - 广州美术学院：团结 勤奋 求实 创新
  - 北京电影学院：尊师重道 薪火相传
  - 中央美术学院：尽精微致广大
  - 湖北美术学院：崇德 笃学 敏行 致美
- 普通地方院校
  - 闽江学院：崇尚完美 追求卓越
  - 宿州学院：友善 博学 务实 奋进

## 中華民國大陸時期校訓
- 此分類收錄抗日戰爭時期的臨時大學，及大陸1950年代的院系調整中，被更名或合併组建的大學，於國民政府統治時期的曾用校訓
  - 國立北京大學：循思想自由原則 取兼容並包之義
  - 國立武漢大學：明 誠 弘 毅
  - 國立西南聯合大學：剛毅堅卓
  - 國立浙江大學：求是
  - 國立中央大學：誠 樸 雄 偉
  - 金陵大學：誠 真 勤 仁
  - 金陵女子大學：厚生
  - 國立雲南大學：誠正敏毅
  - 燕京大學：因真理 得自由 以服務
  - 輔仁大學：以文會友，以友輔仁
  - 國立英士大學：大剛中正

## 香港
- 香港大學：明徳格物 Sapientia et Virtus
- 香港科技大學：（無正式校訓）
- 香港中文大學：博文約禮 Through learning and temperance to virtue
  - 崇基學院：止於至善 In Pursuit of Excellence
  - 新亞書院：誠明 Sincerity and Intelligence
  - 聯合書院：明德新民 Make One's Virtues Shine and Renew the People
  - 逸夫書院：修德講學 Cultivating One's Virtue and Going Deeply into What One Has Learned
  - 晨興書院：博學、進德、濟民 Scholarship, Virtue, Service
  - 善衡書院：文行忠信 Culture, Morals, Devotion, Trustworthiness
  - 敬文書院：修己澤人，儲才濟世 Cultus et Beneficentia
  - 伍宜孫書院：博學篤行 Scholarship and Perseverance
  - 和聲書院：知仁忠和 Wisdom, Humanity, Integrity, Harmony
- 香港城市大學：敬業樂群 Officium et Civitas
- 香港浸會大學：篤信力行 Faith and Perseverance
- 香港理工大學：開物成務　勵學利民 To learn and to apply, for the benefit of mankind
- 嶺南大學：作育英才　服務社會 Education for Service
- 香港教育大學：文行兼修　敬業愛生
- 香港都會大學：勵學致遠　敬慎日新 Transcendence through Erudition and Renewal
- 香港樹仁大學：敦仁博物 Be sincere in Ren (benevolence) and learn widely
- 香港恒生大學：博學篤行 Erudition and Perseverance
- 聖方濟各大學：自強不息 Ad Destinatum Prosequor

## 澳門
- 澳門大學：仁 義 禮 知 信 Humanity, integrity, propriety, wisdom and sincerity
- 澳門理工大學：普專兼擅 中西融通 Knowledge, expertise and global vision
- 澳門科技大學：意誠格物 Sincerity and Analytical Observation
- 澳門城市大學：明德 博學 尚行

## 美国名校校训
- 常青藤院校
  - 哈佛大学：Veritas (真理)
  - 康奈尔大学：I would found an institution where any person can find instruction in any study. (让任何人都能在这里学到想学的科目)
  - 宾夕法尼亚大学：Leges sine moribus vanae (法無德不立)
  - 耶鲁大学：Lux et veritas (光明和真理)
  - 普林斯顿大学：Dei sub numine viget（讓她以上帝的名義繁榮）
  - 哥伦比亚大学：In lumine Tuo videbimus lumen (在你的光明中看到光明)
  - 布朗大学：In deo speramus（相信上帝）
  - 达特茅斯学院：VOX CLAMANTIS IN DESERTO（空谷绝音）
- 中西部和五大湖地区名校
  - 密歇根大学：Artes, Scientia, Veritas (艺术 科学 真理)
  - 伊利诺伊大学厄本那香槟分校：Learning and Labor（学习和劳动）
  - 芝加哥大学：Crescat scientia; vita excolatur (益智厚生)
  - 圣母大学：Vita, Dulcedo, Spes （生命，甘甜，希望）
  - 威斯康辛大学：Numen Lumen （精灵流明）
  - 普渡大学：Education, Research, Service（教育科研服务）
  - 西北大学：Quaecumque sunt vera (真理是永恒)
  - 俄亥俄州立大学：Disciplina in civitatem（教育公民）
  - 密歇根州立大学：Advancing Knowledge. Transforming Lives.(突破知识，改变生活）
  - 明尼苏达大学：Commune vinculum omnibus artibus（连接所有艺术的纽带）

- 西部名校
  - 加州理工学院：The truth shall make you free (真理使人自由)
  - 斯坦福大学：Die Luft der Freiheit weht (讓自由之風吹起)
  - 加利福尼亚大学系统（包括戴维斯、洛杉矶、加州大学伯克利分校、圣迭戈、圣巴巴拉、欧文、默塞德、河滨、旧金山、圣克鲁斯等分校）：Fiat Lux (愿知识之光普照大地)
  - 华盛顿大学：Lux sit（让世界充满光明）
  - 南加州大学：Palmam qui meruit ferat（能者受赏）

- 东部名校
  - 卡内基梅陇大学：My heart is in the work (全心全意工作)
  - 约翰霍普金斯大学：Veritas vos liberabit （真理解放心灵）
  - 宾夕法尼亚州立大学：Making Life Better (让生活更美好)
  - 匹兹堡大学：Veritas et Virtus（真理和美德）
  - 佛蒙特大学：Studiis et Rebus Honestis （为了学习和其它荣誉的追求而奋斗）
  - 雪城大学：Suos Cultores Scientia Coronat（知识会为追求她的人加冕）
  - 马里兰大学：Fatti maschii, parole femine（男性的作为, 女性的语言）
  - 波士顿学院：Αιεν αριστευειν（永远超越）
  - 麻省理工学院：Mens et Manus (心靈與實作)
  - 东北大学：Lux, Veritas, Virtus（光明，真理，勇气）

- 南方名校
  - 杜克大学：Eruditio et Religio (知識和虔誠)
  - 德克萨斯大学：Disciplina praesidium civitatis （教育，社会的保卫者）
  - 威廉玛丽学院：无官方校训
  - 弗吉尼亚大学：无官方校训
  - 佐治亚理工学院：Progress and Service（进步和服务）
  - 北卡罗来纳大学教堂山分校：Lux Libertas(光明，自由)
  - 佛罗里达大学：Civium in moribus rei publicae salus（国家的富强与否取决于国民的道德水平）

- 中部和落基山地区名校
  - 科罗拉多大学：ΛΑΜΨΑΤΩ ΤΟ ΦΏΣ ΥΜΏΝ （让自己光彩夺目）

## 中華民國（臺灣）大學校訓
此段落為中華民國臺灣時期各大學之校訓
- 綜合院校
  - 國立臺灣大學：敦品勵學 愛國愛人
  - 國立清華大學：自強不息 厚德載物
  - 國立陽明交通大學：知新致遠 崇實篤行
  - 國立成功大學：窮理致知
  - 國立政治大學：親愛精誠
  - 國立中央大學：誠樸
  - 國立中興大學：誠樸精勤
  - 國立中山大學：博學 審問 慎思 明辨 篤行
  - 國立中正大學：積極創新 修德澤人
  - 國立臺灣海洋大學：誠樸博毅
  - 國立暨南國際大學：誠樸弘毅、務本致用
  - 國立臺北大學：追求真理 服務人群
  - 國立宜蘭大學：篤學、力行、敬業、樂群
  - 國立聯合大學：誠敬勤新
  - 國立嘉義大學：誠樸 力行 創新 服務
  - 國立臺南大學：仁智誠正
  - 國立高雄大學：博學 弘毅 崇德 創新
  - 國立屏東大學：誠愛禮群
  - 國立臺東大學：公誠愛嚴
  - 國立金門大學：真知、力行、兼善天下
  - 臺北市立大學：公誠勤樸
  - 中國文化大學：質樸堅毅
  - 中華大學：勤樸誠正
  - 輔仁大學：真善美聖
  - 淡江大學：樸實剛毅
  - 東海大學：求真 篤信 力行
  - 東吳大學：養天地正氣 法古今完人
  - 逢甲大學：忠勤誠篤
  - 靜宜大學：進德、修業
  - 世新大學：德智兼修 手腦並用
  - 大同大學：正誠勤儉 工業報國
  - 中原大學：篤信力行
  - 佛光大學：義正道慈
  - 慈濟大學：慈悲喜捨
  - 義守大學：務實創新
  - 長庚大學：勤勞樸實
  - 元智大學：誠勤樸慎
  - 銘傳大學：誠樸敬毅
  - 華梵大學：德智能仁
  - 大葉大學：手腦並用 敬業樂群
  - 實踐大學：力行實踐，修齊治平
  - 長榮大學：虔誠 榮譽 勤奮 服務
  - 真理大學：虔誠 質實 勤勞 服務 科學 健康 前進
  - 南華大學：慧道中流
  - 玄奘大學：德智勤毅
  - 開南大學：至誠
  - 康寧大學：創新 創意 創未來
  - 台灣首府大學：勤毅宏遠
  - 亞洲大學：健康 關懷 創新 卓越
  - 明道大學：明善誠身
  - 稻江科技暨管理學院：科技 智慧 創造 榮譽

- 師範大學
  - 國立臺灣師範大學：誠正勤樸
  - 國立彰化師範大學：新本精行
  - 國立高雄師範大學：誠敬宏遠

- 教育大學
  - 國立臺北教育大學：敦愛篤行
  - 國立臺中教育大學：忠毅勤樸

- 醫學護理院校（含技職）
  - 馬偕醫學院：敬天愛人 謙忍卓決
  - 臺北醫學大學：誠樸
  - 中國醫藥大學：仁慎勤廉
  - 中山醫學大學：誠愛精勤
  - 高雄醫學大學：樂學至上，研究第一／堅忍自強，勵學濟世
  - 國立臺北護理健康大學：樂育親仁
  - 嘉南藥理大學：真實
  - 大仁科技大學：力學行仁
  - 長庚科技大學：勤勞樸實
  - 弘光科技大學：弘毅博愛
  - 元培醫事科技大學：窮理研幾
  - 中華醫事科技大學：仁愛精誠

- 體育及藝術院校（含技職）
  - 國立臺灣藝術大學：真善美
  - 國立臺北藝術大學：依於仁 游於藝
  - 國立臺灣戲曲學院：承先啟後 精益求精
  - 國立體育大學：精誠樸毅
  - 國立臺灣體育運動大學：術德兼修 堅強勤奮

- 綜合技職院校
  - 國立臺灣科技大學：精誠
  - 國立臺北科技大學：誠樸精勤 禮義廉恥
  - 國立雲林科技大學：誠敬恆新
  - 國立臺中科技大學：遠大秘微
  - 國立虎尾科技大學：誠正精勤
  - 國立屏東科技大學：仁實
  - 國立勤益科技大學：勤毅誠樸 教育無他 榜樣而已
  - 國立澎湖科技大學：新實謙愛

- 商業餐旅技職院校
  - 國立臺北商業大學：公能弘毅
  - 國立高雄餐旅大學：精誠勤樸

- 外國語言院校
  - 文藻外語大學：敬天愛人

- 軍警院校
  - 中央警察大學：誠
  - 臺灣警察專科學校：誠
  - 國防大學：親愛精誠
  - 國防醫學院：博愛忠真／親愛精誠
  - 陸軍軍官學校：親愛精誠
  - 海軍軍官學校：親愛精誠
  - 空軍軍官學校：親愛精誠
  - 空軍航空技術學院：親愛精誠
  - 陸軍專科學校：親愛精誠

特殊
- 國立東華大學：不訂校訓，以「自由、民主、創造、卓越」為立校精神

## 世界各國大學校訓
- 澳洲大學
  - 澳洲國立大學：Naturam Primum Cognoscere Rerum（格物致知）
  - 悉尼大学：Sidere mens eadem mutato（繁星纵变 智慧永恒）
  - 新南威尔士大学：Scientia Manu et Mente（实践思考出真知）
  - 昆士蘭大學：Scientia ac Labore（倚靠學識暨勤勉）
  - 墨尔本大学：Postera Crescam Laude（我们在后人的敬重中成长）
  - 蒙纳士大学：Ancorā impāro（我仍在学习）
  - 麦考瑞大学：And Gladly Teche （勤学乐教）
- 北美洲大學
  - 不列颠哥伦比亚大学：Tuum est (是你的)
  - 多伦多大学：Velut arbor ævo (百年树人)
  - 麦吉尔大学：Grandescunt Aucta Labore (万物因实践而获得提升)
  - 纽芬兰纪念大学：Provehito In Altum (向深处进发)
- 南美洲大学
  -  阿根廷
    - 布宜诺斯艾利斯大学：Argentum virtus robur et studium（阿根廷的美德是力量和学习）[1]
    - 布宜诺斯艾利斯技术学院：Ad Lucem Serenitate Tendo
    - 科尔多瓦国立大学：Ut portet nomen meum coram gentibus
    - 南方国立大学：Ardua Veritatem
    - 图库曼国立大学：Ardua Veritatem
- 亚洲大学
  - 北海道大学：少年よ、大志を抱け（青年们，要有大志）
  - 光州大学：青春 开放 活力
  - 南洋理工大学：自強不息、力求上進[2][3][4][5]
  - 早稻田大学：学问独立，知识的实际应用，培养模范国民
- 欧洲大学
  - 博洛尼亞大學：Alma Mater Studiorum（万学之母）
  - 帕多瓦大學：Universa Universis Patavina Libertas（為宇宙，全人類和帕多瓦求自由）
  - 那不勒斯大學：Ad Scientiarum Haustum et Seminarium Doctrinarum（傳道授業）
  - 牛津大学：Dominus Illuminatio Mea(主乃吾光）
  - 剑桥大学：Hinc lucem et pocula sacra（此地乃启蒙之所，智识之源）
  - 伦敦帝国学院：Scientia imperii decus et tutamen（知识是帝国的光辉与护佑）
  - 伦敦政治经济学院：Rerum cognoscere causas（了解万物发生的缘故）
  - 华威大学：Mens agitat molem（头脑可移山）
  - 布拉德福德大学：Give invention light（给发明予光芒）
  - 英国约克大学：In limine sapientiae（智慧开启的地方）
  - 爱丁堡大学：Nec Temere, Nec Timide （既不冲动也不胆怯）
  - 海德堡大学：Semper apertus（永远开放）
  - 柏林洪堡大学：Universitas litterarum（知识的总和）
  - 柏林自由大学：Veritas, Iustitia, Libertas（真理、公正、自由）
  - 莱顿大学：Libertatis Praesidium (自由之棱堡)
  - 乌特勒支大学：Sol Iustitiae Illustra Nos (公理的陽光照耀在我們身上)
  - 巴黎大学：Hic et ubique terrarum (由此而遍天下)
  - 哥本哈根大学：Coelestem adspicit lucem（天堂目见之光）
  - 隆德大学：Ad utrumque（一切都已準備就緒）
  - 乌普萨拉大学：Gratiae veritas naturae（以上帝慈悲和自然之名探寻真理）
  - 鲁汶天主教大学：Sedes Sapientiae（智识之所在）
  - 莫斯科国立大学：Science is the clear learning of truth and enlightenment of the mind（科学是对真理的清楚认识和心灵的启示）

## 延伸閱讀
- 中国大学校训图集 （页面存档备份，存于）
- 中国大学校训英译 （页面存档备份，存于）
- 国内大学院校分类 国家自然科学基金委员会

## 附註
1. ↑  . www.4icu.org.   [2021-11-19]. （原始内容存档于2022-04-18）.
2. ↑  陳澄子. . 蘋果新聞網. 壹傳媒. 2019-10-29  [2020-05-31] （中文（臺灣））.[]
3. ↑  吳孟霖.  (PDF). 臺灣國立交通大學發展館. 2009-02  [2020-05-31] （中文（臺灣））.[]
4. ↑  梁勇. . 大公網. 大公報. 2017-02-21  [2020-05-31]. （原始内容存档于2021-02-07） （中文（繁體））.
5. ↑  . 中國經濟網. 經濟日報報業集團. 2013-01-14  [2020-05-31]. （原始内容存档于2021-02-07） （中文（简体））.